# Kerstin Jon-And
Kerstin Birgitta Jon-And, född 29 november 1949 i Dannike i dåvarande Älvsborgs län, är en svensk partikelfysiker som är verksam som forskare vid Stockholms universitet där hon sedan 1998 är professor i fysik. Hon har tidigare även arbetat som gymnasielärare.
Jon-And verkar inom fältet experimentell acceleratorbaserad partikelfysik och var ordförande för ATLAS-experimentet vid Large Hadron Collider på CERN åren 2008-2009.